# Liquenología

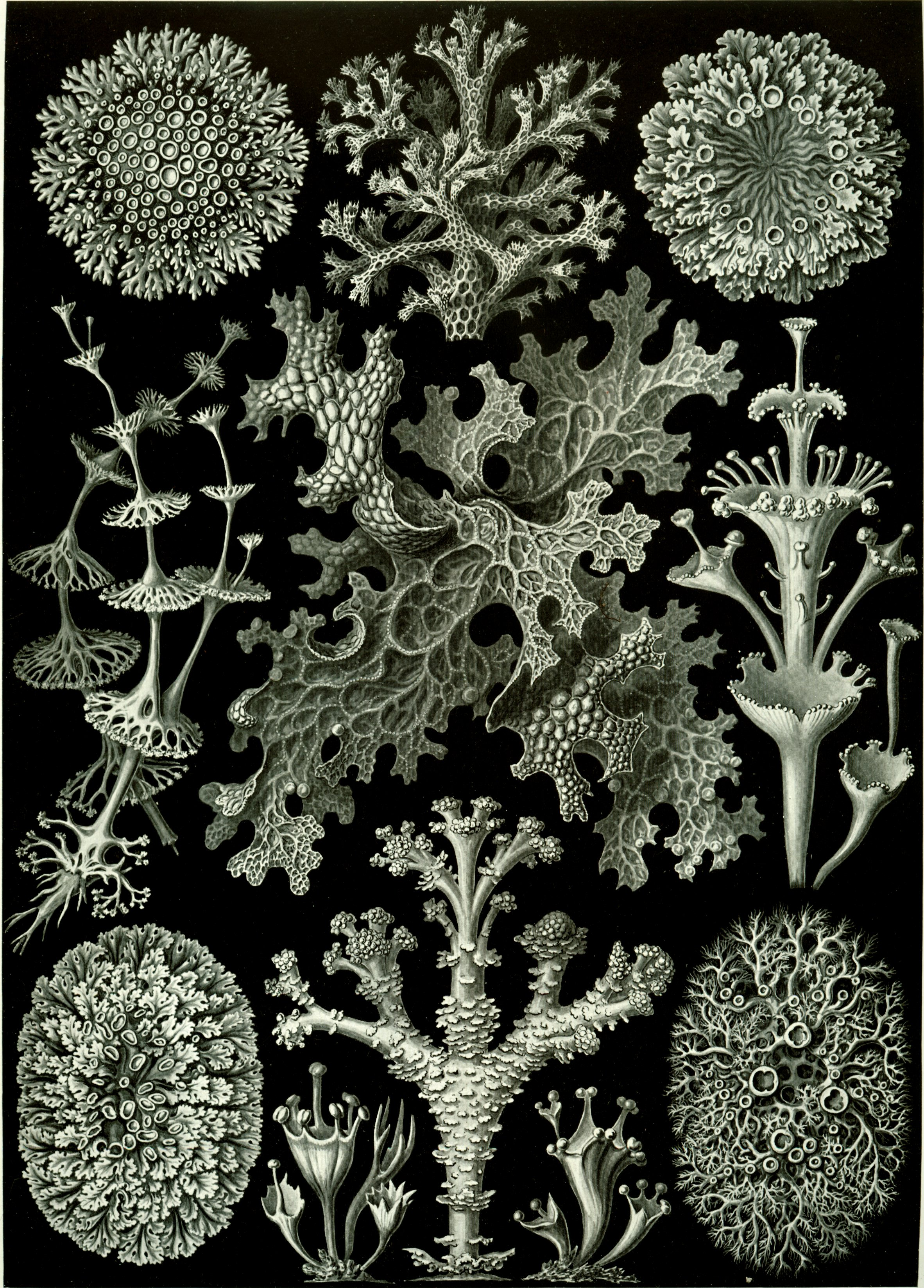

La liquenología es una rama científica de la Botánica que se dedica al estudio de los líquenes. Debido a la peculiar naturaleza de los organismos objeto de estudio por esta disciplina los avances y trabajos derivados de ella incluyen tanto a micólogos como ficólogos, microbiólogos o botánicos propiamente dichos; con propiedad los estudiosos de la liquenología son llamados liquenólogos.

## Historia

### Los inicios
Los líquenes son uno de los grupos vegetales que menos atención tuvo en los tratados clásicos sobre botánica a pesar de que la relación del ser humano con algunas de sus especies está documentada en edades muy tempranas. Aparecen nombradas varias especies en los trabajos de Dioscórides, Plinio el Viejo y Teofrasto pero su naturaleza incierta hizo que no se profundizara en su estudio. Durante los primeros siglos de la Edad Moderna era usual que se pusieran como ejemplo de generación espontánea al ignorarse totalmente sus mecanismos de reproducción.  
Tras haber sido los líquenes durante siglos incluidos en los más diversos grupos vegetales por parte de los naturalistas es Joseph Pitton de Tournefort, un investigador francés de principios del siglo XVIII quien por primera vez agrupa a estos organismos dentro de un género propio en su obra Institutiones Rei Herbariae. Utiliza para ello el término latino lichen usado ya en las obras de Plinio, que lo había importado de Teofrasto, pero cuyo uso no se había extendido aún. El significado original de la palabra en griego, λειχήν (leichén), era musgo que a su vez deriva del verbo λείχω (leíkho), chupar, por la gran capacidad de estos organismos para absorber agua. En su significado original designaba tanto a musgos y hepáticas como a líquenes.
Unos 40 años más tarde Dillenius en su Historia Muscorum realiza una primera división del grupo creado por Tournefort separando las subfamilias Usnea, Coralloides y Lichenoides atendiendo a las características morfológicas del talo liquénico.
Tras la revolución llevada a cabo en todo el mundo científico por parte de Linneo y su novedoso sistema de clasificación los líquenes son mantenidos dentro del Reino Vegetal, formando un único grupo, Lichen y ocho divisiones diferentes dentro de él atendiendo como anteriormente a la morfología de su talo.

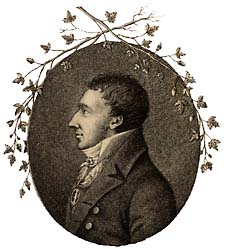
Erik Acharius

A través de los años nuevas investigaciones van dando luz a la naturaleza de estos organismos aún considerados plantas. Un tema controvertido desde principios del siglo diecinueve en el panorama científico es la reproducción de los líquenes; en estos años un grupo de investigadores, fieles a los postulados linneanos defienden la necesaria existencia de órganos reproductores sexuales en los líquenes como ocurría en el resto de las plantas, independientemente de que existiera reproducción asexual; otros investigadores por el contrario sólo consideraban la existencia de reproducción asexual en forma de propágulos en los líquenes según las observaciones llevadas a cabo hasta ese momento.

### Siglo XIX
En este panorama científico aparece el botánico sueco Erik Acharius, discípulo de Linneo, quien es hoy día considerado padre de la liquenología al iniciar la taxonomía de los líquenes con sus pioneros estudios de la flora de Suecia, como en Lichenographiae Suecicae Prodromus de 1798 o en Synopsis Methodica Lichenum, sistens omnes hujus ordinis naturalis de 1814. Estos estudios y clasificaciones son la piedra angular de las posteriores investigaciones. En estos años de reestructuración de la nueva disciplina aparecen diversas obras de notable importancia científica como Lichenographia Europaea Reformata publicada en 1831 por Elias Fries o Enumeratio Critica Lichenum Europaeorum publicada en 1850 por Schaerer en Alemania.
Pero estas obras adolecen de superficialidad al carecer de estudios fisiológicos y ser meros listados de nuevas especies debido a que por estos tiempos no se duda de la naturaleza vegetal de estos organismos y por lo tanto no se considera necesario realizar investigaciones con ellos que serían más fáciles de hacer con plantas superiores. Han de transcurrir unos años para que desde mediados del siglo XIX diversos investigadores europeos comiencen los estudios fisiológicos y bioquímicos que permitan avanzar en el estudio de estos complejos organismos; de ese modo Itzigsohn o Bayrhoffer en Alemania, Edmond Tulasne y Jean Camille Montagne en Francia, Buhse en Rusia, Leighton en Inglaterra o Edward Tuckerman en Estados Unidos comienzan a publicar diversos trabajos de gran importancia científica.
Conforme van publicándose trabajos al respecto se resuelven numerosas incógnitas alrededor de los líquenes. La reproducción sexual de estos organismos fue resuelta por el botánico francés Tulasne en un artículo publicado en 1852 en Annales des Sciences Naturelles titulado Mémorie pour servir à l'Histoire Organographique et Physiologique des Lichens donde se identifica los órganos reproductores fúngicos o apotecios en los líquenes.

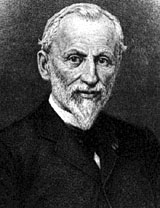
Édouard Bornet

Estos nuevos descubrimientos resultaban cada vez más contradictorios para los científicos por ejemplo al identificarse en los líquenes como única estructura reproductora el apotecio, propio de hongos y ausente en cualquier otro organismo fotosintético conocido. Estos caracteres contradictorios se acentuaron con el descubrimiento del alga dentro de la estructura liquénica gracias a los avances en microscopía. En un principio esta presencia de algas en el talo no se interpretaba como parte de una simbiosis sino como mera contaminación de las muestras al haber sido tomadas en lugares húmedos pero a medida que se multiplican los análisis se pone de manifiesto que estas algas son algo más que meros artefactos.
Es Anton de Bary, micólogo alemán especialista en fitopatología, el primero en proponer en 1865 la posibilidad de que los líquenes no sean más que el resultado del parasitismo de diversos hongos Ascomycetes sobre algas del tipo Nostoc y otras similares. Sucesivos estudios como los realizados en 1867 por Famintzin y Baranetzky demostraron la no dependencia del componente algar, esto es, su capacidad para vivir independientemente del talo liquénico.
Fue en 1869 cuando Simon Schwendener determinó que todos los líquenes eran el resultado del ataque fúngico sobre células algales al observar que todas las algas presentes en estos organismos existían libres en la naturaleza.  Es este investigador el primero en formular la naturaleza dual de los líquenes como resultado de la captura del alga por parte del hongo. Sólo faltaba esperar unos años para que en 1873 Jean-Baptiste Édouard Bornet concluyera con que la relación existente entre hongo y alga era puramente simbionte tras la observación de gran cantidad de especies diferentes de líquenes. Estableció también que esta simbiosis no era específica puramente ya que una misma especie de alga era capaz de asociarse con varias especies diferentes de hongo para formas líquenes de fenotipo diferente. Se clarificaba de este modo la naturaleza de los líquenes que con el tiempo se verá de nuevo matizada.

### El Siglo XX

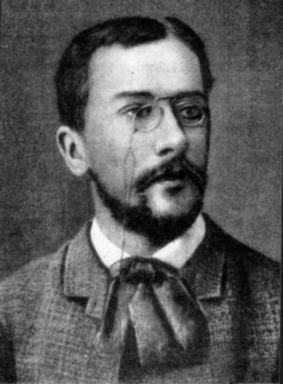
Konstantin Sergejewitsch Mereschkowski

En 1909, el liquenólogo ruso Konstantin Mereschkowski presenta un trabajo de investigación titulado The Theory of Two Plasms as the Basis of Symbiogenesis, a New Study or the Origins of Organisms, donde se pretende explicar una nueva teoría la Simbiogénesis a través de los líquenes y extensible a otros organismos como se desprende de su trabajo anterior Naturaleza y origen de los cromatóforos en el reino vegetal; estas novedosas ideas se pueden estudiar hoy reconvertidas en la teoría de la endosimbiosis.
A pesar de lo anterior la naturaleza dual de los líquenes no pasó de ser una teoría hasta que en 1939 el investigador suizo Eugen A. Thomas fue capaz de reproducir en laboratorio el fenotipo liquénico de Cladonia pyxidata tras la unión artificial de sus dos componentes identificados.
Durante el siglo XX la botánica y la micología continúan tratando de solucionar dos de los principales problemas existentes alrededor de los líquenes, por una parte la propia definición de liquen y la relación existente entre los dos simbiontes y por otra parte la posición taxonómica de estos organismos dentro de los reinos vegetal y fúngico. Aparecen numerosos investigadores de renombre en el campo de la liquenología como Henry Nicollon des Abbayes, William Alfred Weber, Antonina Georgievna Borissova, Irwin Murray Brodo o George Albert Llano. 
La liquenología además ha resultado tener aplicaciones más allá de la propia biología, en geología es utilizada la técnica denominada liquenometría que permite establecer la edad de diferentes sustratos atendiendo a la edad de los líquenes que se desarrollan en ellos. La datación de esta edad puede ser absoluta o relativa pues el crecimiento de estos organismos puede verse detenida en diversas condiciones. La técnica establece una media de las edades de los individuos mayores para dar una edad mínima al medio analizado. La técnica se basa en el hecho de que el diámetro máximo del mayor talo de un liquen epilítico desarrollado en un sustrato es proporcional al tiempo transcurrido desde la exposición al medio de esa superficie según los estudios desarrollados por Roland Beschel en 1950 y es especialmente útil en superficies de edad menor a 1000 años. El crecimiento es mayor en los primeros 20 a 100 años, con de 15 a 50 milímetros/año y menor en los siguientes con medias de 2 a 4 milímetros/año.
La dificultad de dar una definición aplicable a todos y cada uno de los líquenes conocidos es un tema que han venido debatiendo los liquenólogos desde que se pusiera de manifiesto la naturaleza simbiótica de estos organismos. En 1982 la Asociación Internacional de Liquenología realizó una convención con el objetivo de aprobar una definición única de liquen a partir de las propuestas hechas por un comité. El presidente de ese comité fue el renombrado investigador Vernon Ahmadjian. El resultado, aprobado finalmente, fue que podía considerarse a los líquenes como la asociación entre un hongo y un simbionte fotosintético que da lugar a un talo de estructura específica.
Una definición tan a priori simple no dejó indiferente a ningún investigador del tema y pronto surgieron críticas y propuestas de enmienda. David L. Hawksworth por ejemplo consideró la definición imperfecta pues resultaba imposible determinar qué era un talo de estructura específica al observar que diversos líquenes producían fenotipos cambiantes según el sustrato y las condiciones en las que se desarrollaban. Este investigador representa una de las tendencias mayoritarias dentro de los liquenólogos al considerar que es imposible dar una única definición porque los líquenes no son un único tipo de organismos.
Los estudios liquenológicos hoy día no son sólo utilizados para la descripción y clasificación taxonómica de los líquenes sino que tienen múltiples aplicaciones en varios campos científicos. Son especialmente importantes los estudios sobre calidad ambiental que se realizan a través del crecimiento y desarrollo de los líquenes en los ecosistemas. Estos estudios tienen como base la extrema sensibilidad de estos organismos a diversos contaminantes del aire, principalmente SO2 que causa la denominada lluvia ácida y que impide la absorción de agua.

## Los líquenes en farmacología

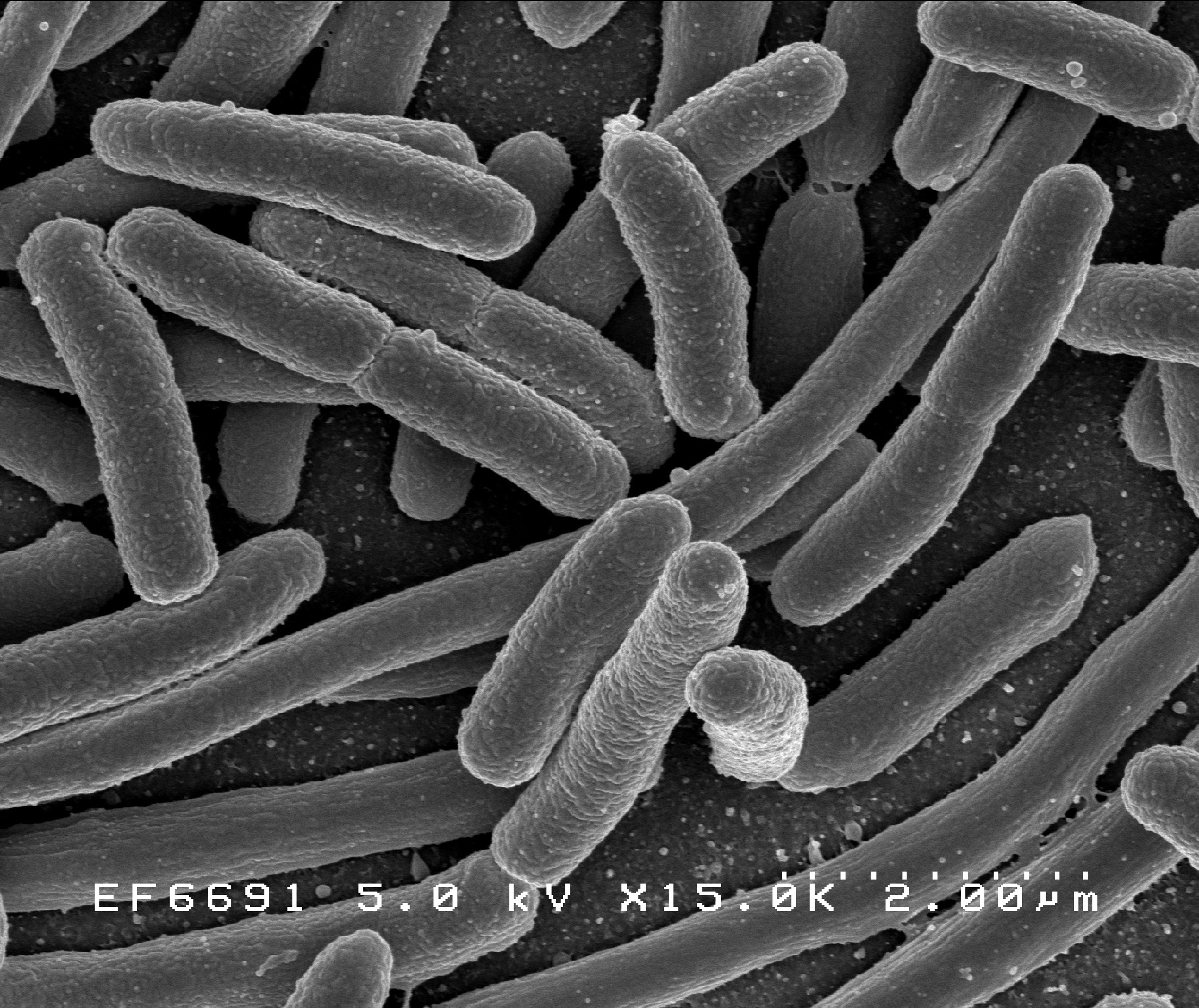
Escherichia coli.

A pesar de que varias especies de líquenes habían sido utilizadas por la medicina tradicional en varios lugares del mundo no fue hasta principios del siglo XX cuando la ciencia moderna se interesó por ellos. El descubrimiento de varias sustancias con acción antibacteriana en los talos liquénicos y formando parte de las conocidas como sustancias liquénicas fue primordial para que los científicos tomaran conciencia de la importancia de estos organismos para la medicina.

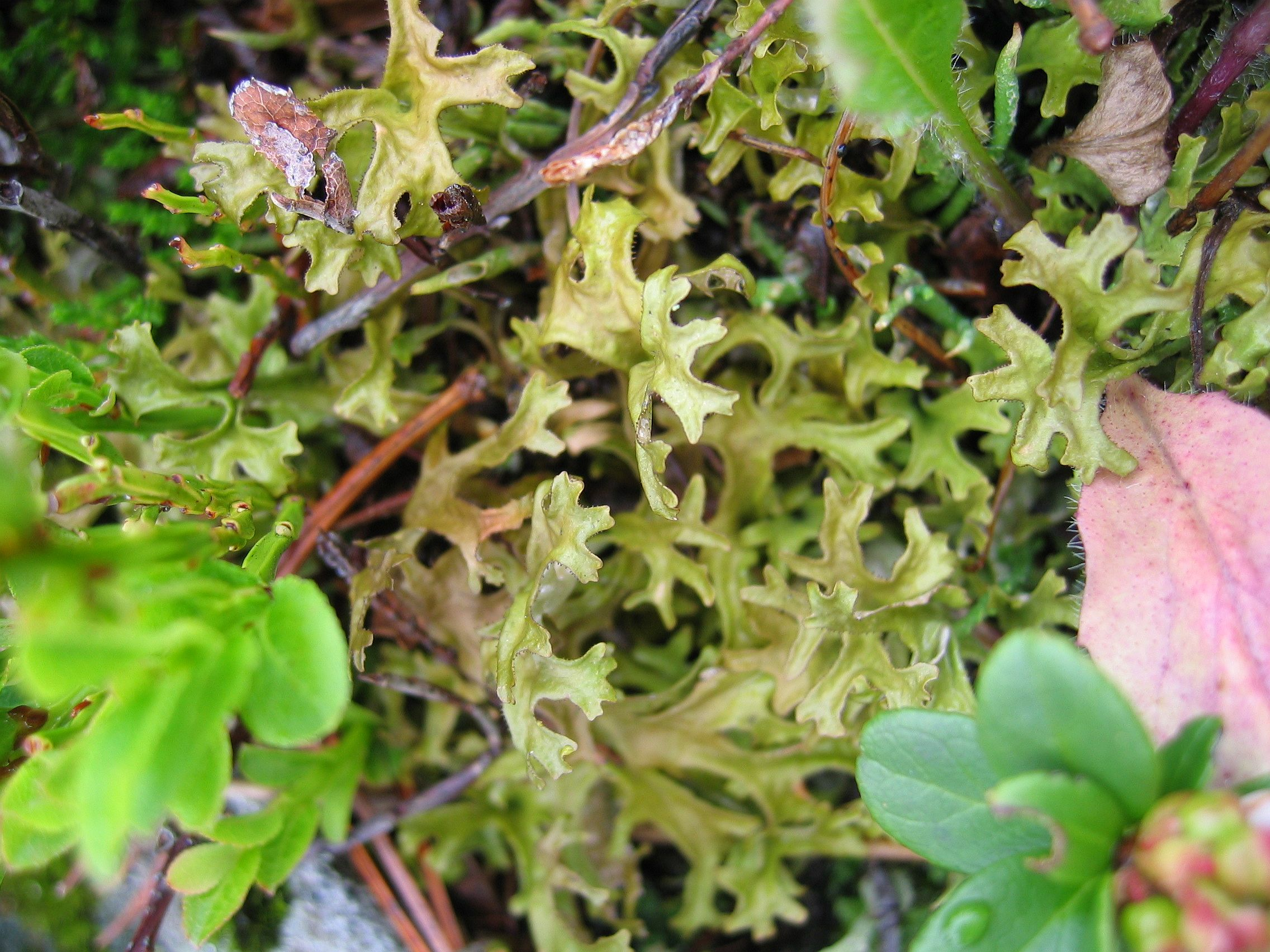
Cetraria islandica.

 A partir de los años 40 aparecen diversos trabajos de Paul Rufus Burkholder, notable microbiólogo que pusieron de manifiesto la acción antibacteriana de los líquenes del género Usnea frente a Bacillus subtilis o Sarcina lutea. Las investigaciones dieron como resultado que la sustancia que inhibía ese crecimiento bacteriano era el ácido úsnico; algo similar ocurrió con la sustancia ramalina sintetizada por el liquen Ramalina reticulata, a pesar de ello estas sustancias resultaron ser ineficaces para bacterias Gram negativas como Escherichia coli o Pseudomonas; con estas investigaciones se incrementó el número de sustancias antibacterianas producidas por líquenes, ergosterol, usnicatos, etc.
El interés por el potencial de las sustancias sintetizadas por líquenes se vio incrementado con el fin de la Segunda Guerra Mundial al tiempo que crecía el interés por todos los antibióticos. Así en 1947 se identifica acción antibacteriana en extractos de Cetraria islandica y se identifican los compuestos responsables de la inhibición como los Ácidos d-protoliquestérico y d-1-úsnico.       
Conforme han avanzado las investigaciones han sido identificadas nuevas sustancias antibacterianas (Ácido 3-hidroxifisódico, Alectosarmentina o Atranorina) mientras que otras aún no han podido ser identificadas.
La acción antibacteriana de los compuestos producidos por líquenes está relacionada con la alteración de las proteínas bacterianas y la consiguiente pérdida de ciertas capacidades metabólicas. Esto es posible gracias a las acción de los compuestos fenólicos liquénicos sobre todo en los derivados del ácido úsmico, principal responsable de la producción del resto de compuestos.
A partir de los años 50 fue el ácido úsmico la sustancia liquénica que ocupó la mayor parte de los trabajos de investigación por su potencial acción antitumoral. Estos estudios han dado extensos resultados in vitro identificándose sustancias con acción antitumoral en Peltigera leucophlebia y Collema flaccidum, dos líquenes muy comunes.
Los últimos trabajos realizados en el campo de la bioquímica aplicada a las sustancias liquénicas han puesto de manifiesto una posible acción antiviral de estos compuestos. En 1989 Hirabayashi K presentó en sociedad sus investigaciones sobre la acción inhibitoria del polisacárido GE-3-S sobre en Virus de la Inmunosuficiencia humana en cultivos in vitro.

## Liquenólogos notables
•Dalip kumar Upreti
•Henry Nicollon des Abbayes
•Erik Acharius
•Vernon Ahmadjian
•André Aptroot
•Johannes Müller Argoviensis
•Ferdinand Christian Gustav Arnold
•Heinrich Anton de Bary
•Friedrich August George Bitter
•Alphonse Boistel
•Antonina Borissova
•Jean-Baptiste Édouard Bornet
•Irwin M. Brodo
•François Fulgis Chevallier
•Louisa Collings
•Chicita F. Culberson
•William Louis Culberson
•Johann Jacob Dillenius
•Alexander Elenkin
•Andrei Famintsyn
•Elias Magnus Fries
•Nina Golubkova
•Carolyn Wilson Harris
•David Leslie Hawksworth
•Georg Franz Hoffmann
•August von Krempelhuber
•Georgij Karlovich Kreyer
•Syo Kurokawa
•William Allport Leighton
•Konstantín Merezhkovski
•Camille Montagne
•William Nylander
•Charles Christian Plitt
•Simon Schwendener
•Joseph Pitton de Tournefort
•Edward Tuckerman
•Louis René Tulasne
•William Alfred Weber
•Francis Wilson
•Alexander Zahlbruckner
•Sanjeeva Nayaka